# ايمانويل كوبر
ايمانويل كوبر (بالإنجليزية: Emmanuel Cooper)‏ هو كاتب سير بريطاني، ولد في 1938، وتوفي في 21 يناير 2012.